# Agüero (Cantàbria)
|  | Aquest article tracta sobre un municipi de Cantàbria. Si cerqueu un municipi d'Aragó, vegeu «Agüero». |

Agüero és una localitat del municipi de Marina de Cudeyo (Cantàbria, Espanya).
L'any 2008 tenia 205 habitants. La localitat es troba a 60 metres d'altitud sobre el nivell del mar, i a 4 km de la capital municipal, Rubayo.
Els barris que componen la localitat són: Ontonilla, Campo Agüero, Coterón, Campo La Sierra, Solaesa, El Puente, El Molino, Montecillo, La Muela i Trisuto.

## Patrimoni
El conjunt històric d'Agüero va ser declarat bé d'interès cultural l'any 1985.
Altres edificis d'interès són:
- Església parroquial de San Juan
- Castell d'Agüero